# Saint-Pierre-de-Nogaret
Pour les articles homonymes, voir Saint-Pierre et Nogaret (homonymie).
Saint-Pierre-de-Nogaret est une commune française, située dans l'ouest du département de la Lozère en région Occitanie.
Exposée à un climat de montagne, elle est drainée par le Doulou, la Barthe, le ruisseau de Caldeyrac et par divers autres petits cours d'eau. Incluse dans le parc naturel régional de l'Aubrac, la commune possède un patrimoine naturel remarquable composé de quatre zones naturelles d'intérêt écologique, faunistique et floristique.
Saint-Pierre-de-Nogaret est une commune rurale qui compte 174 habitants en 2022, après avoir connu un pic de population de 839 habitants en 1851.  Ses habitants sont appelés les Saint-Pierriens ou  Saint-Pierriennes.

## Géographie

### Localisation
La commune est limitrophe du département de l'Aveyron.

### Communes limitrophes
Les communes limitrophes sont  Banassac-Canilhac, Les Hermaux, Saint-Germain-du-Teil, Saint-Laurent-d'Olt et Trélans.
| Trélans                       |                         | Les Hermaux           |
|                               | Saint-Pierre-de-Nogaret |                       |
| Saint-Laurent-d'Olt (Aveyron) | Banassac-Canilhac       | Saint-Germain-du-Teil |

### Climat
Pour des articles plus généraux, voir Climat de l'Occitanie et Climat de la Lozère.
En 2010, le climat de la commune est de type climat des marges montargnardes, selon une étude s'appuyant sur une série de données couvrant la période 1971-2000. En 2020, Météo-France publie une typologie des climats de la France métropolitaine dans laquelle la commune est exposée à un climat de montagne ou de marges de montagne et est dans la région climatique Sud-est du Massif Central, caractérisée par une pluviométrie annuelle de 1 000 à 1 500 mm, minimale en été, maximale en automne.
Pour la période 1971-2000, la température annuelle moyenne est de 10,1 °C, avec une amplitude thermique annuelle de 15,5 °C. Le cumul annuel moyen de précipitations est de 1 317 mm, avec 10,8 jours de précipitations en janvier et 5,9 jours en juillet. Pour la période 1991-2020, la température moyenne annuelle observée sur la station météorologique la plus proche, située sur la commune de Montrodat à 18 km à vol d'oiseau, est de 10,1 °C et le cumul annuel moyen de précipitations est de 818,0 mm,. Pour l'avenir, les paramètres climatiques de la commune estimés pour 2050 selon différents scénarios d'émission de gaz à effet de serre sont consultables sur un site dédié publié par Météo-France en novembre 2022.

### Milieux naturels et biodiversité

#### Espaces protégés
La protection réglementaire est le mode d’intervention le plus fort pour préserver des espaces naturels remarquables et leur biodiversité associée,. La commune fait partie du parc naturel régional de l'Aubrac, créé par décret le 23 mai 2018 et occupant une superficie de 220 284 ha. Région rurale de moyenne montagne, l’Aubrac possède un patrimoine encore bien préservé. Son économie rurale, ses paysages, ses savoir-faire, son environnement et son patrimoine culturel reconnus n'en demeurent pas moins vulnérables et menacés et c'est à ce titre que cette zone a été protégée,.

#### Zones naturelles d'intérêt écologique, faunistique et floristique
L’inventaire des zones naturelles d'intérêt écologique, faunistique et floristique (ZNIEFF) a pour objectif de réaliser une couverture des zones les plus intéressantes sur le plan écologique, essentiellement dans la perspective d’améliorer la connaissance du patrimoine naturel national et de fournir aux différents décideurs un outil d’aide à la prise en compte de l’environnement dans l’aménagement du territoire.
Trois ZNIEFF de type 1 sont recensées sur la commune :
- le « Moulin de Piquemole » (8 ha), couvrant 2 communes du département[14] ;
- le « Moulin de Strugal » (5 ha), couvrant 2 communes du département[15] ;
- le « ruisseau de Dioulou, du Pont des Moulins à sa confluence avec le Lot » (22 ha), couvrant 3 communes du département[16] ;

et une ZNIEFF de type 2, : 
le « contrefort sud de l'Aubrac » (14 299 ha), couvrant 10 communes du département.

Cartes des ZNIEFF de type 1 et 2 à Saint-Pierre-de-Nogaret.
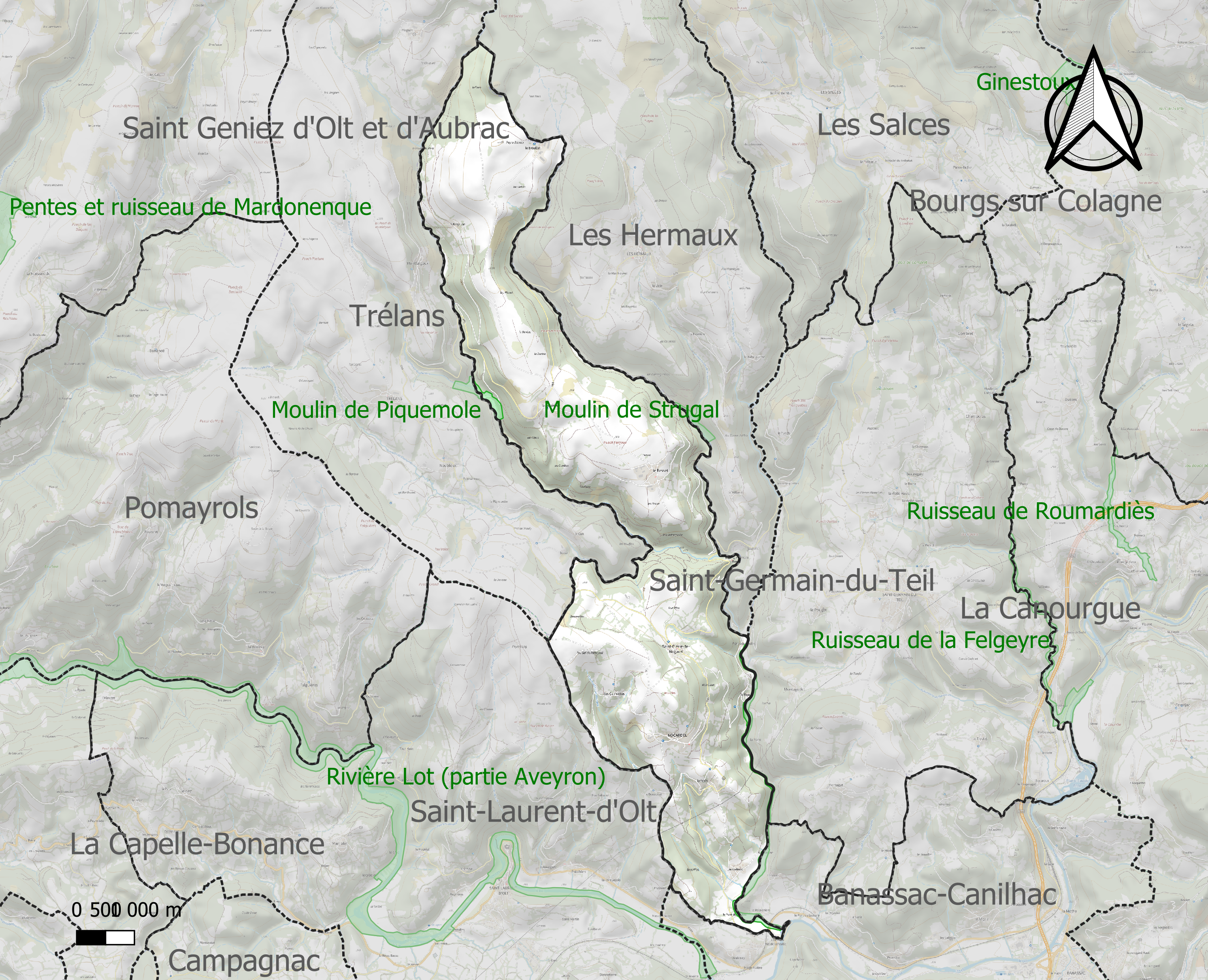
Carte des ZNIEFF de type 1 sur la commune.
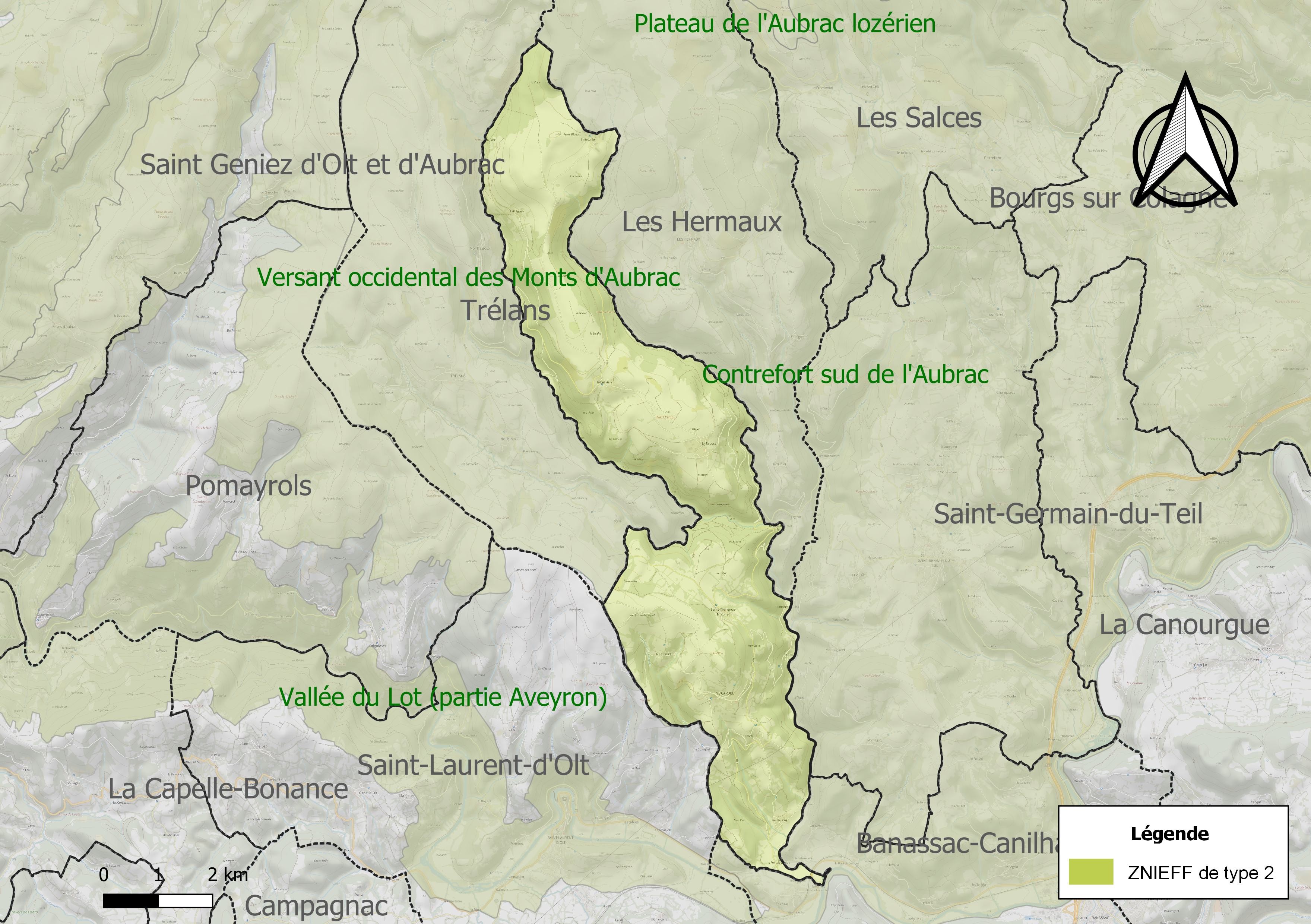
Carte de la ZNIEFF de type 2 sur la commune.

## Urbanisme

### Typologie
Au 1er janvier 2024, Saint-Pierre-de-Nogaret est catégorisée commune rurale à habitat très dispersé, selon la nouvelle grille communale de densité à sept niveaux définie par l'Insee en 2022.
Elle est située hors unité urbaine et hors attraction des villes,.

### Occupation des sols
L'occupation des sols de la commune, telle qu'elle ressort de la base de données européenne d’occupation biophysique des sols Corine Land Cover (CLC), est marquée par l'importance des forêts et milieux semi-naturels (55,6 % en 2018), une proportion identique à celle de 1990 (55,6 %). La répartition détaillée en 2018 est la suivante : 
forêts (48,8 %), prairies (33 %), zones agricoles hétérogènes (7,2 %), milieux à végétation arbustive et/ou herbacée (6,8 %), terres arables (4,3 %). L'évolution de l’occupation des sols de la commune et de ses infrastructures peut être observée sur les différentes représentations cartographiques du territoire : la carte de Cassini (XVIIIe siècle), la carte d'état-major (1820-1866) et les cartes ou photos aériennes de l'IGN pour la période actuelle (1950 à aujourd'hui).

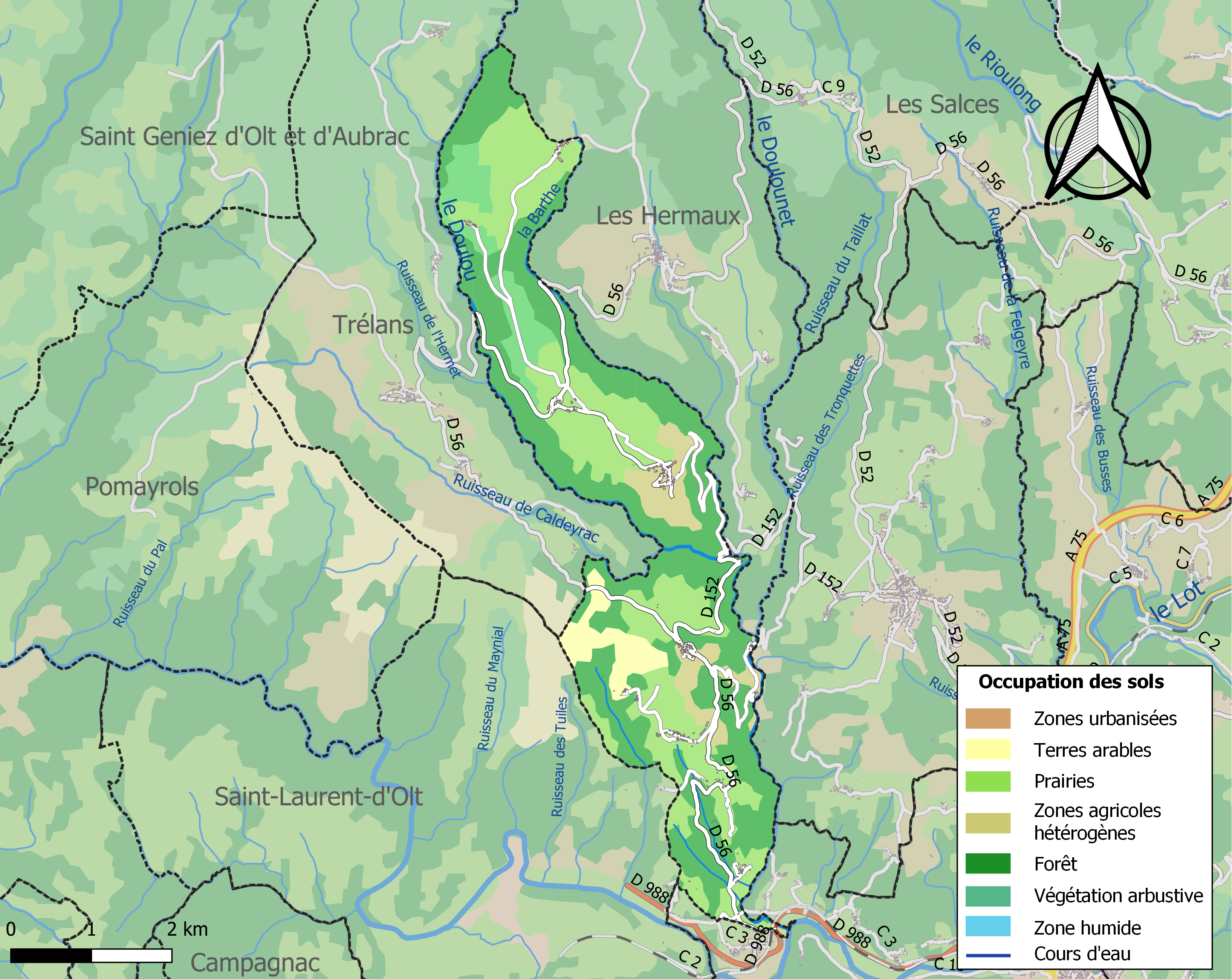
Carte des infrastructures et de l'occupation des sols de la commune en 2018 (CLC).

### Risques majeurs
Le territoire de la commune de Saint-Pierre-de-Nogaret est vulnérable à différents aléas naturels : météorologiques (tempête, orage, neige, grand froid, canicule ou sécheresse), inondations, feux de forêts, mouvements de terrains et séisme (sismicité faible). Il est également exposé à un risque technologique, la rupture d'un barrage, et à un risque particulier : le risque de radon. Un site publié par le BRGM permet d'évaluer simplement et rapidement les risques d'un bien localisé soit par son adresse soit par le numéro de sa parcelle.

#### Risques naturels
Certaines parties du territoire communal sont susceptibles d’être affectées par le risque d’inondation par débordement de cours d'eau, notamment le Doulou. La commune a été reconnue en état de catastrophe naturelle au titre des dommages causés par les inondations et coulées de boue survenues en 1982, 1994 et 2003,.
Saint-Pierre-de-Nogaret est exposée au risque de feu de forêt. Un plan départemental de protection des forêts contre les incendies (PDPFCI) a été approuvé en décembre 2014 pour la période 2014-2023. Les mesures individuelles de prévention contre les incendies sont précisées par divers arrêtés préfectoraux et s’appliquent dans les zones exposées aux incendies de forêt et à moins de 200 mètres de celles-ci. L’arrêté du 23 mars 2018, complété par un arrêté de 2020, réglemente l'emploi du feu en interdisant notamment d’apporter du feu, de fumer et de jeter des mégots de cigarette dans les espaces sensibles et sur les voies qui les traversent sous peine de sanctions. L'arrêté du 23 août 2021, abrogeant un arrêté de 2002, rend le débroussaillement obligatoire, incombant au propriétaire ou ayant droit,,.

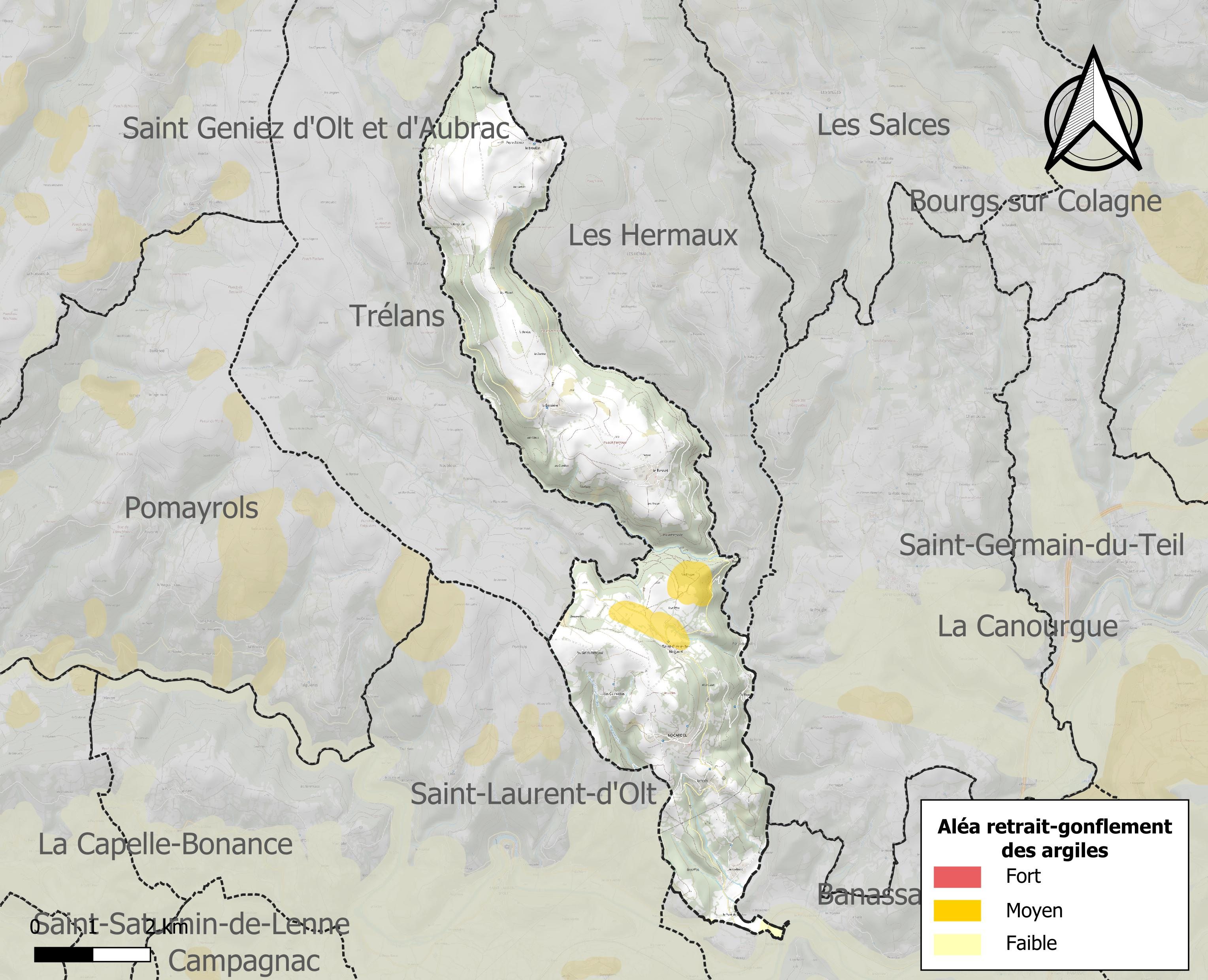
Carte des zones d'aléa retrait-gonflement des sols argileux de Saint-Pierre-de-Nogaret.

Les mouvements de terrains susceptibles de se produire sur la commune sont des éboulements, chutes de pierres et de blocs et des glissements de terrain.
Le retrait-gonflement des sols argileux est susceptible d'engendrer des dommages importants aux bâtiments en cas d’alternance de périodes de sécheresse et de pluie. 3,4 % de la superficie communale est en aléa moyen ou fort (15,8 % au niveau départemental et 48,5 % au niveau national). Sur les 151 bâtiments dénombrés sur la commune en 2019,  13 sont en aléa moyen ou fort, soit 9 %, à comparer aux 14 % au niveau départemental et 54 % au niveau national. Une cartographie de l'exposition du territoire national au retrait gonflement des sols argileux est disponible sur le site du BRGM,.
Par ailleurs, afin de mieux appréhender le risque d’affaissement de terrain, l'inventaire national des cavités souterraines permet de localiser celles situées sur la commune.

#### Risques technologiques
La commune est en outre située en aval du barrage du Charpal, un ouvrage de classe B. À ce titre elle est susceptible d’être touchée par l’onde de submersion consécutive à la rupture d'un de ces ouvrages.

#### Risque particulier
Dans plusieurs parties du territoire national, le radon, accumulé dans certains logements ou autres locaux, peut constituer une source significative d’exposition de la population aux rayonnements ionisants. Certaines communes du département sont concernées par le risque radon à un niveau plus ou moins élevé. Selon la classification de 2018, la commune de Saint-Pierre-de-Nogaret est classée en zone 3, à savoir zone à potentiel radon significatif.

## Toponymie
Nogaret = noyer

## Histoire

### Le hameau de Nogaret et le mandement
Le hameau de Nogaret a donné son nom à la commune de Saint-Pierre-de-Nogaret. Il est situé dans une profonde et étroite vallée où l'on arrivait, avant la construction de la route par de petits sentiers. Le ruisseau du Doulou y coule ses bouillons d'écume entre les rochers. Le hameau de Nogaret est perché au flanc du coteau sur des bancs de rocher. Son château féodal depuis longtemps en ruine dépendait des vicomtes de Grèzes et des barons de Canilhac.
En 1398 le roi de France et le baron firent un paréage qui réglait leurs droits réciproques sur le « mandement de Nogaret »
Ce « mandement de Nogaret » comprenait les paroisses de Saint-Pierre, de Saint-Germain-du-Teil et de Trélans, qui envoyaient un délégué aux États du Gévaudan ; un consul désigné à tour de rôle par les trois communautés, représentait le mandement. Ce dernier est également connu sous le nom de « comtors » de Montferrand (petits comtes).

### La disparition des Canilhac
La famille de Canilhac remonte très haut dans le passé et a été illustrée par de grands personnages de la noblesse et du clergé. La part des Canilhac resta dans cette famille jusqu'en 1716 ou la baronnie de ce nom fut démembrée et vendue par parcelles. Alors que le titre de baron adviendra au Morangiès (Saint-Alban-sur-Limagnole), la terre sera rachetée par la famille de Nogaret de Saint-Laurent-d'Olt.
Il existait une autre famille de Nogaret de très ancienne chevalerie qui possédait la seigneurie de Trélans. Parmi les chevaliers, Guy de Nogaret, l'un des plus intrépides capitaines catholiques, du temps des guerres de religion.

### Après la Révolution
La route de Saint-Germain à Saint-Pierre a fait disparaître les derniers vestiges du château au virage qui surplombe la chapelle, actuelle.
En 1820, la paroisse de Saint-Pierre-de-Nogaret comportait 584 habitants :
- Saint-Pierre : 231
- l'Ayrolle : 46
- le Bautès : 10
- Bosse : 10
- les Calmettes : 40
- la Forêt : 50
- Nogardel : 110
- Nogaret : 78
- Pont des Moulins : 9

## Politique et administration
| Période                                  | Période                  | Identité           | Étiquette | Qualité |
| ---------------------------------------- | ------------------------ | ------------------ | --------- | ------- |
| Les données manquantes sont à compléter. |                          |                    |           |         |
| 2001                                     | 2008                     | Roger Deltour      | UDF       |         |
| 2008                                     | En cours (au avril 2014) | Jean-Claude Cayrel | UMP       |         |

## Démographie
L'évolution du nombre d'habitants est connue à travers les recensements de la population effectués dans la commune depuis 1793. Pour les communes de moins de 10 000 habitants, une enquête de recensement portant sur toute la population est réalisée tous les cinq ans, les populations de référence des années intermédiaires étant quant à elles estimées par interpolation ou extrapolation. Pour la commune, le premier recensement exhaustif entrant dans le cadre du nouveau dispositif a été réalisé en 2005.

En 2022, la commune comptait 174 habitants, en évolution de −3,33 % par rapport à 2016 (Lozère : +0,11 %, France hors Mayotte : +2,11 %).
| 1793 | 1800 | 1806 | 1821 | 1831 | 1836 | 1841 | 1846 | 1851 |
| ---- | ---- | ---- | ---- | ---- | ---- | ---- | ---- | ---- |
| 786  | 598  | 806  | 735  | 742  | 824  | 794  | 808  | 839  |

| 1856 | 1861 | 1866 | 1872 | 1876 | 1881 | 1886 | 1891 | 1896 |
| ---- | ---- | ---- | ---- | ---- | ---- | ---- | ---- | ---- |
| 779  | 728  | 764  | 720  | 696  | 698  | 706  | 696  | 630  |

| 1901 | 1906 | 1911 | 1921 | 1926 | 1931 | 1936 | 1946 | 1954 |
| ---- | ---- | ---- | ---- | ---- | ---- | ---- | ---- | ---- |
| 583  | 592  | 543  | 417  | 467  | 452  | 404  | 344  | 299  |

| 1962 | 1968 | 1975 | 1982 | 1990 | 1999 | 2005 | 2006 | 2010 |
| ---- | ---- | ---- | ---- | ---- | ---- | ---- | ---- | ---- |
| 263  | 247  | 211  | 186  | 188  | 158  | 155  | 151  | 164  |

| 2015 | 2020 | 2022 | - | - | - | - | - | - |
| ---- | ---- | ---- | - | - | - | - | - | - |
| 179  | 174  | 174  | - | - | - | - | - | - |

## Économie

### Revenus
En 2018, la commune compte 80 ménages fiscaux, regroupant 179 personnes. La médiane du revenu disponible par unité de consommation est de 18 260 € (20 420 € dans le département).

### Emploi
|                | 2008  | 2013  | 2018  |
| -------------- | ----- | ----- | ----- |
| Commune        | 5,7 % | 7 %   | 2,1 % |
| Département    | 5 %   | 6,4 % | 7,1 % |
| France entière | 8,3 % | 10 %  | 10 %  |

En 2018, la population âgée de 15 à 64 ans s'élève à 96 personnes, parmi lesquelles on compte 73,4 % d'actifs (71,3 % ayant un emploi et 2,1 % de chômeurs) et 26,6 % d'inactifs,. En  2018, le taux de chômage communal (au sens du recensement) des 15-64 ans est inférieur à celui de la France et département, alors qu'en 2008 il était supérieur à celui du département et inférieur à celui de la France.
La commune est hors attraction des villes,. Elle compte 35 emplois en 2018, contre 47 en 2013 et 32 en 2008. Le nombre d'actifs ayant un emploi résidant dans la commune est de 73, soit un indicateur de concentration d'emploi de 47,6 % et un taux d'activité parmi les 15 ans ou plus de 49 %.
Sur ces 73 actifs de 15 ans ou plus ayant un emploi, 29 travaillent dans la commune, soit 39 % des habitants. Pour se rendre au travail, 67,6 % des habitants utilisent un véhicule personnel ou de fonction à quatre roues, 11,3 % s'y rendent en deux-roues, à vélo ou à pied et 21,1 % n'ont pas besoin de transport (travail au domicile).

## Culture locale et patrimoine

### Lieux et monuments
- Le linteau sculpté datant de 1805.
- L'église Saint-Pierre-et-Saint-Paul de style roman, construite en pierres de taille, dont l'historique est indiqué ci-dessous.

### Historique de la chapelle de Nogaret
Avant 1307
Existait ici une chapelle mariale que certains historiens date de l'époque des Croisades. Les seigneurs de Nogaret avaient fait édifier ce sanctuaire en dessous du château. Un des membres de la famille, Pierre de Nogaret était en 1165, prieur du monastère Saint-Victor-de-Marseille.
En 1427
Noble Pierre Rigal établit une chapelle sous le vocable de la Vierge et de saint Thomas de Cantorbery.
En 1721
La peste se répandit à partir de la Canourgue, le « mandement de Nogaret » fut épargné ; les trois paroisses du mandement firent un vœu à Saint Roch et élevèrent une croix commémorative où l'on se rendait en pèlerinage le lendemain du 15 août.
Vers 1772
L'église de Nogaret s'écroula, c'était un édifice de 22,50 m de long sur 7,50 m de large, avec deux chapelles : l'une dédiée à saint Thomas de Cantorbéry et l'autre à saint Roch.
En 1775
Une chapelle plus petite fut construite pour abriter la statue de bois de Notre-Dame, retirée de l'église écroulée et déposée dans celle de Saint-Pierre. Le culte et les pèlerinages reprirent jusqu'à la Révolution. Pendant la Révolution, la chapelle fut fermée au culte. La statue fut cachée dans une grotte par une habitante de Nogaret, qui mourut sans avoir livré son secret. La chapelle fut rouverte au culte sans la statue de la Madone, celle-ci fut fortuitement retrouvée et replacée dans la chapelle, mais très détériorée, elle se désagrégea.
En 1825
L'abbé Ruffin Clavel put obtenir, par son frère, un jésuite de Toulouse une statue de la Vierge en bois de chêne de 87 cm de hauteur.
Le pèlerinage avait lieu jadis le 8 septembre, fête de la nativité de Marie.
En 1875
On construisit une chapelle plus vaste, avec les dimensions de celle du XIVe siècle. Une statue en fonte surmonte la chapelle, elle représente Notre-Dame de Lourdes.
En 1985
Une partie de la voûte s'effondra, la générosité des habitants de la région, sous l'impulsion des membres de l'« association des amis de la chapelle de Nogaret », permit la restauration de ce sanctuaire.